# Lee Jae-yoon
Đây là một tên người Triều Tiên, họ là Lee.
Lee Jaa-yoon (sinh ngày 15 tháng 12 năm 1984) là một nam diễn viên người Hàn Quốc. Anh được biết đến với vai chính trong bộ phim truyền hình My Love By My Side (2011) và Cruel City (2013).

## Điện ảnh

### Phim truyền hình
| Năm  | Tiêu đề                                        | Vai trò                                   | Kênh |
| ---- | ---------------------------------------------- | ----------------------------------------- | ---- |
| 2004 | Nonstop 5                                      |                                           | MBC  |
| 2006 | Wolf                                           |                                           | MBC  |
| 2008 | I Am Happy                                     |                                           | SBS  |
| 2009 | Heading to the Ground                          | Shin Poong-chul                           | MBC  |
| 2010 | A Man Called God                               | Park Chul                                 | MBC  |
| 2010 | Stormy Lovers                                  | Lee Hyung-chul                            | MBC  |
| 2011 | My Love By My Side                             | Lee So-ryong                              | SBS  |
| 2011 | Just Like Today                                | Jang Ji-wan                               | MBC  |
| 2012 | Phantom                                        | Jo Jae-min                                | SBS  |
| 2013 | Queen of Ambition                              | Joo Yang-heon                             | SBS  |
| 2013 | Cruel City                                     | Ji Hyung-min                              | jTBC |
| 2013 | Golden Rainbow                                 | Kim Man-won                               | MBC  |
| 2014 | Witch's Romance                                | Hẹn hò với Ban Ji-yeon (khách mời, tập 4) | tvN  |
| 2014 | Drama Festival "The Diary of Heong Yeong-dang" | Lee Chul-joo                              | MBC  |
| 2015 | Heart to Heart                                 | Jang Doo-soo                              | tvN  |
| 2015 | I Have a Lover                                 | Min Kyu-suk                               | SBS  |
| 2015 | Glamorous Temptation                           | Hong Myung-ho                             | MBC  |
| 2016 | Another Oh Hae-young                           | Han Tae-jin                               | tvN  |
| 2016 | Weightlifting Fairy Kim Bok-Joo                | Jung Jae-yi                               | MBC  |
| 2017 | Cách Mạng Tình Yêu                             | Byun Woo Sung                             | tvN  |
| 2020 | Alice                                          |                                           |      |

### Phim
| Năm  | Tiêu đề            | Vai trò               | Ghi chú                            |
| ---- | ------------------ | --------------------- | ---------------------------------- |
| 2012 | A Company Man      | Shin Ip-nam, buôn bán |                                    |
| 2013 | Weird Business     |                       | Phân cảnh: "The First Love Keeper" |
| 2014 | Venus Talk         | Hwang Hyun-seung      |                                    |
| 2014 | You Are My Vampire | Lee Joo-hyung         |                                    |

### Web series
| Năm  | Tiêu đề | Vai trò | Trang web |
| ---- | ------- | ------- | --------- |
| 2005 | Yap     |         | DMB Drama |

### Chương trình thực tế
| Năm  | Tiêu đề                                         | Kênh   | Ghi chú |
| ---- | ----------------------------------------------- | ------ | ------- |
| 2004 | Park Chul's Entertainment Road Show             | iTV    | VJ      |
| 2005 | Good Sunday - Banjun Drama                      | SBS    |         |
| 2006 | Happy Sunday - Choi Hong-man and Strong Friends | KBS2   |         |
| 2006 | Happy Sunday - Heroine 6                        | KBS2   | Khách   |
| 2009 | Star Secret Life                                | Mnet   |         |
| 2014 | The Friends in Cebu                             | Y-Star |         |
| 2015 | Law of The Jungle                               | SBS    |         |
| 2015 | Cool Kiz on The Block                           | KBS    |         |

### Music video
| Năm  | Ca khúc                      | Ca sĩ         |
| ---- | ---------------------------- | ------------- |
| 2005 | "Prayer to Overcome Sadness" | Boohwal       |
| 2006 | "Crescent Moon"              | Wheesung      |
| 2006 | "Much Laugh"                 | MayBee        |
| 2009 | "Sunflower"                  | Kim Jong-wook |
| 2010 | "Sick Enough to Die"         | MC Mong       |
| 2012 | "Day by Day"                 | T-ara         |
| 2014 | "Hesitating Lips"            | Yoo Seung-woo |

## Giải thưởng và đề cử
| Năm  | Giải thưởng              | Thể loại                                          | Đề cử                 | Kết quả   |
| ---- | ------------------------ | ------------------------------------------------- | --------------------- | --------- |
| 2011 | SBS Drama Awards         | Giải xuất sắc, diễn viên phim cuối tuần/hằng ngày | My Love By My Side    | Đề cử     |
| 2011 | SBS Drama Awards         | Giải ngôi sao mới                                 | My Love By My Side    | Đoạt giải |
| 2015 | KBS Entertainment Awards | Giải diễn viên mới xuất sắc                       | Cool Kiz On The Block | Đoạt giải |

## Liên kết
- Lee Jae-yoon trên Twitter
- Lee Jae-yoon trên Cyworld

- Lee Jae-yoon trên IMDb